# Nine*nine
nine*nine – box set japońskiego artysty Gackta, wydany 29 października 2008 roku. W skład box setu weszły nagrania z koncertów, które znalazły się na trzynastu płytach CD. Box set zawiera również bonusową płytę DVD z wywiadami, mini broszury wszystkich tras oraz dwa nowe utwory: „Justified” i „Kizudarake no Lola”, starszy cover piosenki Hidekiego Saijō. Album osiągnął 34 pozycję w rankingu Oricon i pozostawał na liście przez 2 tygodnie.

## Lista utworów

### 2000
Gackt Live Tour 2000 MARS Sora kara no homonsha ~Kaisō~ (jap. Gackt Live Tour 2000 MARS 空からの訪問者〜回想〜)
| Lista utworów | Lista utworów                                          | Lista utworów |
| Nr            | Tytuł utworu                                           | Długość       |
| ------------- | ------------------------------------------------------ | ------------- |
| 1.            | „Ares”                                                 | 1:54          |
| 2.            | „Asrun Dream”                                          | 5:58          |
| 3.            | „Emu ~for my dear~” (jap. 絵夢 ～for my dear～)        | 6:12          |
| 4.            | „Illness Illusion”                                     | 3:27          |
| 5.            | „Seki-ray” (jap. 鶺鴒 ～seki-ray～)                    | 4:55          |
| 6.            | „freesia ~op.1~”                                       | 4:10          |
| 7.            | „freesia ~op.2~”                                       | 2:31          |
| 8.            | „blue (Piano Solo)”                                    | 4:45          |
| 9.            | „OASIS”                                                | 4:52          |
| 10.           | „Mirror”                                               | 8:03          |
| 11.           | „U + K”                                                | 5:30          |
| 12.           | „Vanilla”                                              | 4:15          |
| 13.           | „dears”                                                | 5:27          |
| 14.           | „Kono daremo inai heya de” (jap. この誰もいない部屋で) | 16:50         |

### 2001
Gackt Live Tour 2001 Requiem et Reminiscence ~Shūen to shijima~ (jap. Gackt Live Tour 2001 Requiem et Reminiscence 〜終焉と静寂〜)

#### CD1
| Lista utworów | Lista utworów   | Lista utworów |
| Nr            | Tytuł utworu    | Długość       |
| ------------- | --------------- | ------------- |
| 1.            | „NINE SPIRAL”   | 3:22          |
| 2.            | „Maria”         | 4:09          |
| 3.            | „seven”         | 4:12          |
| 4.            | „uncontrol”     | 4:08          |
| 5.            | „Sayonara”      | 11:24         |
| 6.            | „Secret Garden” | 7:43          |
| 7.            | „Kalmia”        | 4:41          |
| 8.            | „Cube”          | 5:35          |

#### CD2
| Lista utworów | Lista utworów                                             | Lista utworów |
| Nr            | Tytuł utworu                                              | Długość       |
| ------------- | --------------------------------------------------------- | ------------- |
| 1.            | „Seki-ray” (jap. 鶺鴒 〜seki-ray〜)                       | 5:09          |
| 2.            | „U + K”                                                   | 5:27          |
| 3.            | „Mirror”                                                  | 6:12          |
| 4.            | „Papa lapped a pap lopped”                                | 3:54          |
| 5.            | „marmelade”                                               | 4:20          |
| 6.            | „Kimi no tame ni dekiru koto” (jap. 君のためにできること) | 6:19          |
| 7.            | „Saikai ~Story~” (jap. 再会〜Story〜)                     | 9:53          |

### 2002
Gackt Live Tour 2002 Kagen no tsuki ~Seiya no shirabe~ (jap. Gackt Live Tour 2002 下弦の月〜聖夜の調べ〜)

#### CD1
| Lista utworów | Lista utworów        | Lista utworów |
| Nr            | Tytuł utworu         | Długość       |
| ------------- | -------------------- | ------------- |
| 1.            | „Noah”               | 2:17          |
| 2.            | „Doomsday”           | 4:37          |
| 3.            | „death wish”         | 5:44          |
| 4.            | „Lu:na”              | 3:42          |
| 5.            | „Speed Master”       | 5:08          |
| 6.            | „Fragrance”          | 5:59          |
| 7.            | „rain”               | 9:31          |
| 8.            | „Lapis ～Prologue～” | 3:38          |
| 9.            | „ANOTHER WORLD”      | 6:48          |

#### CD2
| Lista utworów | Lista utworów                                             | Lista utworów |
| Nr            | Tytuł utworu                                              | Długość       |
| ------------- | --------------------------------------------------------- | ------------- |
| 1.            | „Mirror”                                                  | 7:10          |
| 2.            | „Soleil”                                                  | 3:48          |
| 3.            | „wa・su・re・na・i・ka・ra”                               | 5:05          |
| 4.            | „dears”                                                   | 5:27          |
| 5.            | „Missing”                                                 | 6:27          |
| 6.            | „Jūnigatsu no Love Song” (jap. 12月のLove song)           | 9:11          |
| 7.            | „Kimi no tame ni dekiru koto” (jap. 君のためにできること) | 6:17          |

### 2003
Gackt Live Tour 2003 Jōgen no tsuki ~Saishūshō~ (jap. Gackt Live Tour 2003 上弦の月〜最終章〜)

#### CD1
| Lista utworów | Lista utworów                                      | Lista utworów |
| Nr            | Tytuł utworu                                       | Długość       |
| ------------- | -------------------------------------------------- | ------------- |
| 1.            | „Noah”                                             | 2:15          |
| 2.            | „Speed Master”                                     | 3:36          |
| 3.            | „Lu:na”                                            | 3:34          |
| 4.            | „Fragrance”                                        | 5:34          |
| 5.            | „rain”                                             | 6:47          |
| 6.            | „Solitude ～regret～”                              | 6:24          |
| 7.            | „Kimi ga matte iru kara” (jap. 君が待っているから) | 4:30          |
| 8.            | „Doomsday”                                         | 4:42          |
| 9.            | „Tsuki no uta” (jap. 月の詩)                       | 4:51          |
| 10.           | „Missing”                                          | 5:45          |

#### CD2
| Lista utworów | Lista utworów                                   | Lista utworów |
| Nr            | Tytuł utworu                                    | Długość       |
| ------------- | ----------------------------------------------- | ------------- |
| 1.            | „Mirror”                                        | 7:36          |
| 2.            | „ANOTHER WORLD”                                 | 3:38          |
| 3.            | „Soleil”                                        | 3:53          |
| 4.            | „wa・su・re・na・i・ka・ra”                     | 5:10          |
| 5.            | „Kimi Ga Oikaketa Yume” (jap. 君が追いかけた夢) | 6:07          |
| 6.            | „memories”                                      | 8:02          |
| 7.            | „birdcage”                                      | 6:40          |
| 8.            | „Orenji no taiyō” (jap. オレンジの太陽)         | 8:50          |

### 2004
Gackt Live Tour 2004 THE SIXTH DAY & SEVENTH NIGHT 〜FINAL〜

#### CD1
| Lista utworów | Lista utworów                                      | Lista utworów |
| Nr            | Tytuł utworu                                       | Długość       |
| ------------- | -------------------------------------------------- | ------------- |
| 1.            | „Utakata no yume” (jap. 泡沫の夢)                  | 3:02          |
| 2.            | „OASIS”                                            | 5:21          |
| 3.            | „Secret Garden”                                    | 4:54          |
| 4.            | „Lu:na”                                            | 4:11          |
| 5.            | „Mizérable”                                        | 5:09          |
| 6.            | „Seki-ray” (jap. 鶺鴒 〜seki-ray〜)                | 5:34          |
| 7.            | „Last Song"”                                       | 9:09          |
| 8.            | „Kimi ga matte iru kara” (jap. 君が待っているから) | 6:08          |
| 9.            | „mind forest”                                      | 6:32          |

#### CD2
| Lista utworów | Lista utworów                                             | Lista utworów |
| Nr            | Tytuł utworu                                              | Długość       |
| ------------- | --------------------------------------------------------- | ------------- |
| 1.            | „U + K (Introduction)”                                    | 2:31          |
| 2.            | „Pappa lapped a pap lopped”                               | 6:06          |
| 3.            | „Mirror”                                                  | 7:49          |
| 4.            | „U + K”                                                   | 4:51          |
| 5.            | „Vanilla”                                                 | 4:18          |
| 6.            | „Kimi ga oikaketa yume” (jap. 君が追いかけた夢)           | 5:24          |
| 7.            | „ANOTHER WORLD”                                           | 3:42          |
| 8.            | „Kimi no tame ni dekiru koto” (jap. 君のためにできること) | 7:03          |
| 9.            | „Saikai 〜Story〜” (jap. 再会〜Story〜)                   | 7:04          |

### 2005
Gackt Live Tour 2005 DIABOLOS ~Aien no shi to seiya no namida~ (jap. Gackt Live Tour 2005 DIABOLOS〜哀婉の詩と聖夜の涙〜)

#### CD1
| Lista utworów | Lista utworów    | Lista utworów |
| Nr            | Tytuł utworu     | Długość       |
| ------------- | ---------------- | ------------- |
| 1.            | „Dybbuk”         | 3:50          |
| 2.            | „white eyes”     | 3:54          |
| 3.            | „Dispar”         | 4:10          |
| 4.            | „Metamorphoze”   | 3:36          |
| 5.            | „REDEMPTION”     | 4:19          |
| 6.            | „Ash”            | 4:38          |
| 7.            | „Misty”          | 8:08          |
| 8.            | „Lust for blood” | 5:15          |
| 9.            | „Noesis”         | 5:45          |
| 10.           | „Farewell”       | 4:50          |

#### CD2
| Lista utworów | Lista utworów | Lista utworów |
| Nr            | Tytuł utworu | Długość       |
| ------------- | --- | ------------- |
| 1.            | „Future” | 5:52          |
| 2.            | „Black Stone” | 3:16          |
| 3.            | „Mirror” | 8:02          |
| 4.            | „U + K” | 4:59          |
| 5.            | „Storm” | 3:54          |
| 6.            | „Road” | 6:50          |
| 7.            | „Todokanai ai to shitteita no ni osaekirezu ni aishitsuzuketa...” (jap. 届カナイ愛ト知ッテイタノニ 抑エキレズニ愛シ続ケタ･･･) | 8:03          |
| 8.            | „Jūnigatsu no Love Song” (jap. 12月のLove song)                                                                               | 9:36          |
| 9.            | „Love Letter” | 5:15          |

### 2006
Gackt TRAINING DAYS 2006 D.R.U.G. PARTY

#### CD1
| Lista utworów | Lista utworów                                   | Lista utworów |
| Nr            | Tytuł utworu                                    | Długość       |
| ------------- | ----------------------------------------------- | ------------- |
| 1.            | „Cube”                                          | 5:31          |
| 2.            | „Maria”                                         | 4:08          |
| 3.            | „uncontrol”                                     | 4:14          |
| 4.            | „Emu ~for my dear~” (jap. 絵夢 ～for my dear～) | 6:49          |
| 5.            | „seven”                                         | 3:50          |
| 6.            | „REDEMPTION”                                    | 4:13          |
| 7.            | „Ash”                                           | 4:37          |
| 8.            | „NINE SPIRAL”                                   | 3:15          |
| 9.            | „Speed Master”                                  | 4:50          |
| 10.           | „Lu:na”                                         | 3:49          |

#### CD2
| Lista utworów | Lista utworów                                   | Lista utworów |
| Nr            | Tytuł utworu                                    | Długość       |
| ------------- | ----------------------------------------------- | ------------- |
| 1.            | „Storm”                                         | 3:53          |
| 2.            | „Pappa lapped a pap lopped”                     | 4:39          |
| 3.            | „Kalmia”                                        | 5:05          |
| 4.            | „Fragrance”                                     | 5:40          |
| 5.            | „mind forest”                                   | 4:31          |
| 6.            | „Metamorphoze”                                  | 3:48          |
| 7.            | „Birdcage”                                      | 6:28          |
| 8.            | „ANOTHER WORLD”                                 | 4:56          |
| 9.            | „Kimi ga oikaketa yume” (jap. 君が追いかけた夢) |               |